# Gabriel Xavier
Gabriel Xavier est un footballeur brésilien né le 15 juillet 1993 à São Paulo. Il évolue au poste de milieu de terrain.

## Biographie
Gabriel Xavier joue sept matchs en Copa Libertadores et trois en Copa Sudamericana.
Il dispute 47 matchs en première division brésilienne, inscrivant cinq buts.

## Palmarès
- Vainqueur du Campeonato Baiano en 2017 avec l'EC Vitória